# Dorna-Arini (gmina)
Dorna-Arini – gmina w Rumunii, w okręgu Suczawa. Obejmuje miejscowości Cozănești, Dorna-Arini, Gheorghițeni, Ortoaia, Rusca i Sunători. W 2011 roku liczyła 2841 mieszkańców.